# (1835) Gajdariya
(1835) Gajdariya (provisorische Bezeichnung 1970 OE) ist ein Hauptgürtelasteroid, der am 30. Juli 1970 von Tamara Michailowna Smirnowa im Krim-Observatorium (Sowjetunion) entdeckt wurde. Er ist nach dem sowjetischen Kinderbuchautor Arkadi Petrowitsch Gaidar benannt.